# Oscillococcinum

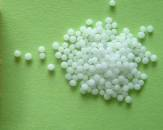
Una dosis (1 gramo) de Oscillococcinum.

Oscillococcinum es un producto homeopático que, según su fabricante, alivia los síntomas de la gripe, de lo que no hay pruebas objetivas. Es de notar que, a diferencia de lo que ocurre con la mayoría de los remedios homeopáticos, su nombre está registrado por la única empresa que lo comercializa, la compañía francesa Boiron, para la que representa un capítulo importante de su cifra de negocios anual (superior a los 300 millones de euros).
La preparación deriva de hígado y corazón de pato diluido en 200C, es decir, una parte de vísceras cada 10400 partes de agua (un 1 seguido de cuatrocientos 0). Esta disolución es tan alta que el producto final difícilmente contiene una única molécula de los órganos originales (solo existen 1080 moléculas en el universo observable) y con gran certeza es 100 % azúcar. Los homeópatas afirman que las moléculas dejan una "impresión" en el agua que causa efectos sanadores en el cuerpo, aunque no existe un ensayo clínico u otro tipo de evidencia que apoye este mecanismo o su eficacia más allá del efecto placebo.
Desde 2011, se han realizado al menos dos demandas colectivas por parte de los consumidores contra Boiron en los Estados Unidos, denunciando que Boiron promocionó fraudulentamente que Oscillococcinum poseía la propiedad de curar la gripe. Las partes llegaron a un acuerdo de indemnización en agosto de 2012, pero este fue impugnado por la Corte de apelaciones del noveno juzgado debido a que algunos usuarios se opusieron al acuerdo extrajudicial. También en Chile el medicamento fue demandado con éxito prohibiéndose la publicidad que indicaba que "acababa con el resfrío" al no existir evidencia científica al respecto. Actualmente la publicidad sólo indica que "ayuda" a combatir el resfrío.

## Origen
La palabra oscillococcinum fue acuñada por el médico Joseph Roy (1891-1978), que sirvió en el ejército durante la epidemia de gripe de 1918 , mal llamada gripe española. Creía que enfermedades tan diversas como el eczema, el reumatismo, la tuberculosis, las paperas y el cáncer eran causadas por un diplococo (una bacteria) vibrante que declaraba haber visto y al que denominó Oscillococcus. En la actualidad existen evidencias irrefutables que demuestran el error de las afirmaciones de Roy, dado que el eczema y el reumatismo no son causados por bacterias, y las paperas son causadas por un virus, demasiado pequeño para ser observado bajo el microscopio óptico.
El Oscillococcus no ha sido observado por nadie, y como nombre de género no es admitido por los bacteriólogos.

## Preparación
Los ingredientes son:

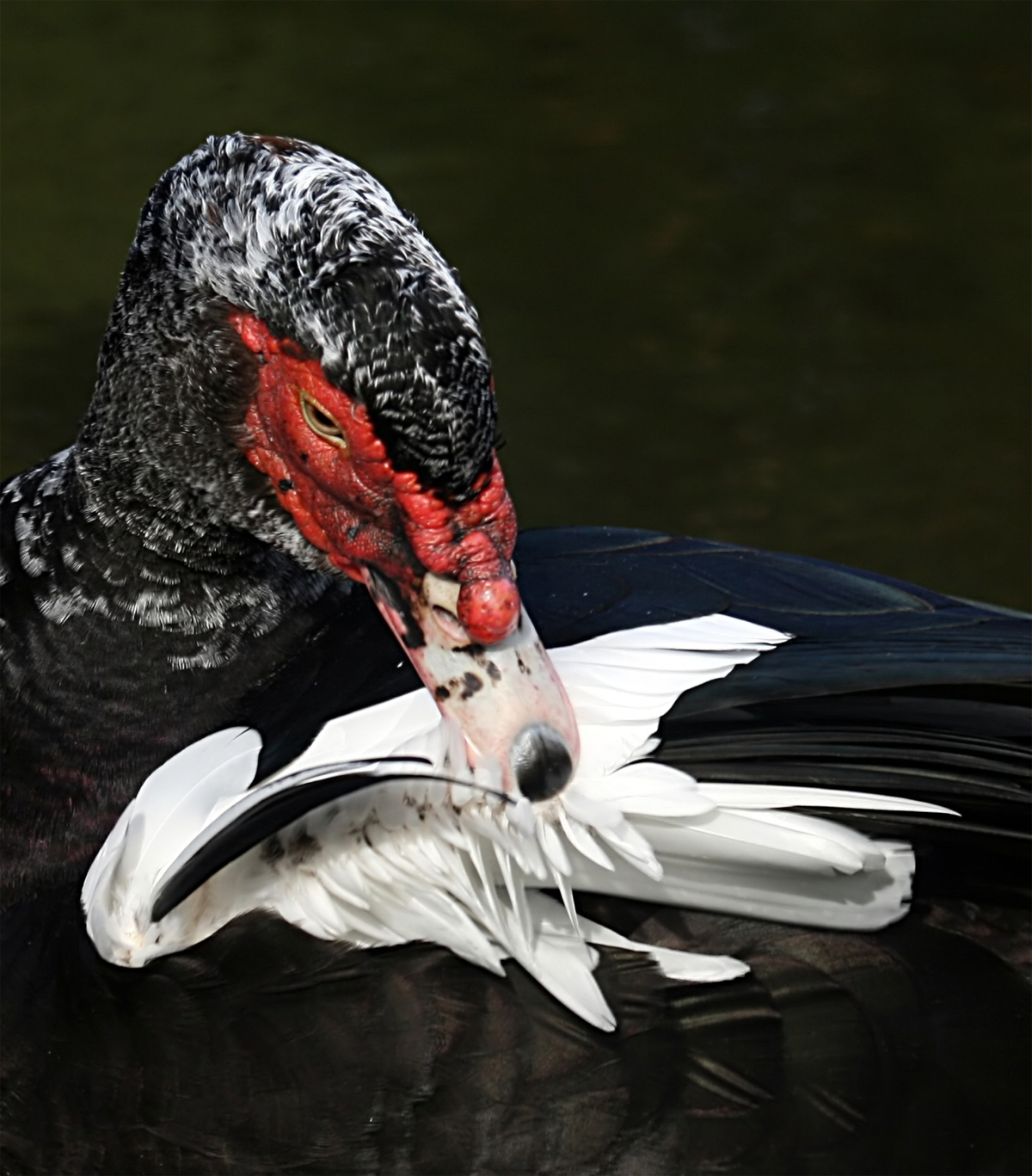
Cairina moschata, pato almizclado llamado por Roy Anas barbariae

- Activo: Anas Barbariae Hepatis et Cordis Extractum HPUS 200CK (extracto de hígado y corazón de pato de Berbería).
- Inactivo: 0.85g de sacarosa (azúcar común), y 0.15g de lactosa (azúcar de la leche).

### Método
1. Llenar una botella estéril de litro con una mezcla de jugo pancreático y glucosa.
2. Añadir a la botella 35 g del hígado y 15 g del corazón.
3. Dejar la botella en reposo durante cuarenta días; hígado y corazón se disolverán.
4. Llenar un recipiente limpio (no importa el tamaño) de agua ultrapura.
5. Añadir al recipiente una gota del extracto contenido en la botella
6. Agitar enérgicamente ("sucusión" en la terminología homeopática).
7. Vaciar completamente el recipiente (deshacerse de la mezcla que preparó en los pasos 1, 2, 3, 4 y 5 de este método)
8. Volver a llenar el recipiente con agua pura.
9. Repetir los pasos anteriores (agitación, vaciado y rellenado) 200 veces.
10. Usar el agua obtenida para empapar tabletas de lactosa de 5 mg.

El método usado para la dilución es el de Korsakov, aprobado por Hahnemann en 1832, que difiere del más habitual en que usa siempre el mismo recipiente, en lugar de tomar uno limpio cada vez y añadir una pequeña muestra de la dilución anterior.

## Eficacia
En torno a la preparación y uso de Oscillococcinum se agitan los mismos temas recurrentes que afectan a la credibilidad de la homeopatía de Hahnemann. Los problemas que ejemplifica son el de aceptar que la extrema dilución deje algo más que agua pura; el del método homeopático de descubrimiento de los remedios; el de si es la evidencia empírica o una tradición que se autoalimenta la que justifica la confianza de sus practicantes; el de distinguir entre su eficacia terapéutica y la capacidad del organismo de superar desajustes limitados sin ayuda.
La dilución aplicada en cada fase deja como mucho un 1 % de lo que había en la fase anterior, que se mezcla con al menos un 99 % de agua pura. El resultado es una dilución final de al menos 100200 o, lo que es lo mismo, 10400. Si las sustancias activas tuvieran una masa molecular de 20 uma (casi inevitablemente será mayor), un kg de ellas contendría un número de 3,01·1025 moléculas (50 veces el número de Avogadro) que diluidas entre 10400 dejarían por kilo de disolución 3,01·10–375 moléculas de ingrediente activo (3,01 dividido entre uno seguido de 375 ceros). Por comparación, la masa del Universo se ha estimado en 1078 veces la masa de un átomo de hidrógeno, lo que quiere decir que el número de átomos en el Universo entero es menor que ese valor. El agua no purificada de cualquier río en una región en la que vivan patos debería contener cantidades mayores de hidrolizado natural de hígado que la que se obtiene por el método anterior y se aplica sobre las tabletas.
En una publicación sobre la efectividad del compuesto realizado por la Colaboración Cochrane determinaron que tras realizar un metanálisis a 6 estudios que involucraban a más de 1500 personas en Rusia, Francia y Alemania, se concluyó que: 

There is insufficient good evidence to enable robust conclusions to be made about Oscillococcinum® in the prevention or treatment of influenza and influenza-like illness. Our findings do not rule out the possibility that Oscillococcinum® could have a clinically useful treatment effect but, given the low quality of the eligible studies, the evidence is not compelling. There was no evidence of clinically important harms due to Oscillococcinum®..
No existe suficiente evidencia aceptable para permitir conclusiones firmes sobre la acción de Oscillococcinum® en la prevención o el tratamiento de la gripe y la enfermedad de tipo gripal. Nuestros resultados no descartan la posibilidad de que Oscillococcinum® podría tener un efecto del tratamiento clínicamente útil, pero, dada la baja calidad de los estudios elegibles, la evidencia no es convincente. No hubo evidencia de daños clínicamente importantes debido a Oscillococcinum®.

La inspiración para acometer el tratamiento de tales males le vino al doctor Roy, según sus palabras, de los antiguos:

[...] que consideraban el hígado como sede del sufrimiento, todavía más que el corazón, lo que constituye una perspectiva muy profunda, porque es en el hígado donde se producen las modificaciones patológicas de la sangre, y también el lugar donde la energía del músculo cardíaco sufre un cambio permanente.

Los críticos de la homeopatía consideran que las sugestiones en que se ha basado históricamente la formulación de los remedios homeopáticos, guardan aún mucho del pensamiento mágico que encontramos en la antigua teoría de las signaturas, y tienen muy poco que ver con las hipótesis inspiradas por el conocimiento fisiológico, bioquímico o microbiológico, de las que parte la investigación médica moderna.
Desde esta perspectiva, la prolongación en el tiempo del catálogo de remedios homeopáticos desde los tiempos de Hahnemann se puede ver como un fenómeno cuya explicación debe residir más en los planos psicológico o sociológico, que en el del desarrollo del conocimiento, de una manera semejante a como se prolongan ciertas tradiciones mitológicas cuando son defendidas con racionalizaciones expresadas con conceptos modernos. Por ejemplo, algunos de los promotores actuales de Oscillococcinum aluden, para justificar su eficacia real o supuesta, a que los patos silvestres son portadores de los virus de la gripe, dejando de lado los motivos que inspiraron su introducción por Roy en los años 1930 (Vickers & Smith, 2004).
La gripe de 1918 constituyó una epidemia terrible, que mató decenas de millones de personas; pero, una vez establecidas en la población, las cepas de gripe producen enfermedades relativamente benignas, cuyos accesos se curan solos, en ausencia de cualquier tratamiento, en plazos próximos a la semana. Los ensayos clínicos dejan en la zona de sombra estadística (dentro de los márgenes de interpretación) la posibilidad de que Oscillococcinum acorte ese período normal de curación en unas horas (6 según el más concreto de ellos: Vickers & Smith, 2004). Resultados así de inconsistentes, analizados globalmente (metaanálisis), son los que fundamentan el consenso entre la comunidad médica (fuera de los homeópatas practicantes) de que los medicamentos homeopáticos no tienen efectos distinguibles de los de un placebo.

## Demandas
En Estados Unidos en 2010 se hizo una demanda colectiva contra el Laboratorio Boiron, por su producto Oscillococcinum "llevado en nombre de todos los residentes de California que han comprado Oscillo en cualquier momento dentro de los últimos cuatro años". Fue iniciada por una ciudadana llamada Gina Delarosa quien denunció que el producto no calma los síntomas del resfriado a pesar de lo que anuncia, es decir por el uso de publicidad engañosa.  Dicha demanda fue retirada cuando, por acuerdo extrajudicial,  Boiron se comprometió a pagar 12 millones de dólares.
El laboratorio Recalcine S.A., que comercializa Oscillococcinum en Chile, fue denunciado en 2013 por la Asociación Escéptica de Chile (AECH) debido a las afirmaciones publicitarias que la empresa realizó sobre la efectividad del producto en la campaña de invierno de ese año. El caso fue elevado al tribunal de ética publicitaria del Consejo de Autorregulación y Ética Publicitaria (CONAR) chileno, el cual emitió un fallo ético adverso contra el laboratorio por contravenir el artículo 26.º del Código Chileno de Ética Publicitaria (CCHEP), al considerarse que realizaban "afirmaciones de carácter general en la publicidad de medicamentos" al publicitar que "acaba con el resfrío". El dictamen les indicó "retirar la publicidad desplegada y no difundirla nuevamente". Paralelamente, AECH llevó el caso ante el Instituto de Salud Pública (ISP), del Estado de Chile, quien determinó que su afirmación publicitaria «acaba con el resfrío» difiere a lo autorizado para publicitarse como «útil en el tratamiento del resfrío común y estados gripales» según su Registro Sanitario H-1102/10, con lo que Recalcine S.A. infringió el Decreto Supremo N.º 3/2010 del Ministerio de Salud, ante lo cual el ISP instruyó la "suspensión de la publicidad del producto". Esta sanción consta en la respuesta que la AECH recibió el 2 de diciembre de 2013 de parte de la Jefa del Subdepartamento de Inspecciones, Agencia Nacional de Medicamentos, Q.F. Jeannette Wuth Bascuñán, Ord. N.º 2739 de Ref. N.º: 100133/13(4963/13).